# Transformation de deux points

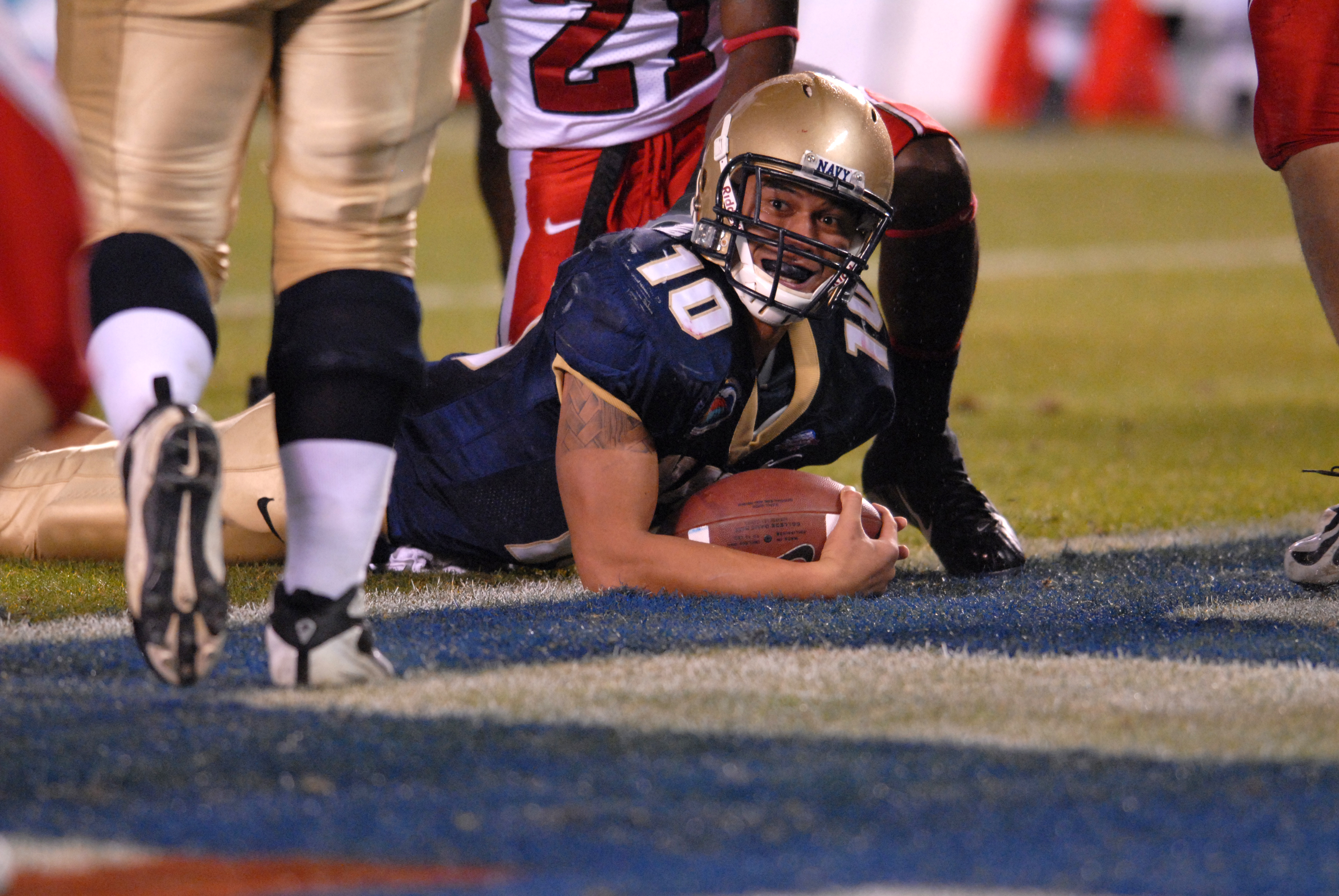
Kaipo-Noa Kaheaku-Enhada réussit une conversion de 2 points au Poinsettia Bowl 2007

La transformation à deux points, la conversion à deux points ou la two-point conversion, est, au football canadien et au football américain, une action optionnelle qui permet d'inscrire immédiatement après un touchdown (au Canada touché) deux points supplémentaires. Pour cette séquence de jeu (touchdown et transformation à deux points), l'équipe inscrit un total de 8 points (6 + 2).
L'équipe qui vient de marquer un touchdown doit effectuer une remise en jeu proche de la ligne des buts adverses :
- sur la ligne des 5 yards (au Canada, verge) pour le football canadien amateur ;
- sur la ligne des 3 yards pour le football américain universitaire et  la Ligue canadienne de football (LCF) ;
- sur la ligne des 2 yards pour le football américain professionnel (NFL).

Pour obtenir les deux points, le ballon doit franchir la ligne d'en-but adverse par la passe ou par la course, de la même manière que pour un touchdown.
En 2015, la NFL change une règle sur les conversions (déjà appliquée depuis 1988 en NCAA) qui permet à la défense d'inscrire deux points en retournant le ballon dans la end-zone adverse à la suite d'une perte du ballon par l'attaque (via coup de pied bloqué, interception ou fumble (au Canada,, échappé)). En 2015, la LCF fait passer la remise en jeu de la ligne de 5 yards à la ligne de 3 yards.
Au football canadien, si la défense prend possession du ballon de façon réglementaire (par interception ou recouvrement d'un fumble), elle peut marquer deux points en marquant un touchdown dans la zone des buts de l’attaque. Si le jeu se termine avec la défense en possession du ballon dans sa propre zone des buts ou sur le terrain, aucun point n’est marqué.

## Annexe